# Szymonowo (gromada)
Szymonowo (od 24 VI 1970 Wodziany) – dawna gromada, czyli najmniejsza jednostka podziału terytorialnego Polskiej Rzeczypospolitej Ludowej w latach 1954–1972.
Gromady, z gromadzkimi radami narodowymi (GRN) jako organami władzy najniższego stopnia na wsi, funkcjonowały od reformy reorganizującej administrację wiejską przeprowadzonej jesienią 1954 do momentu ich zniesienia z dniem 1 stycznia 1973, tym samym wypierając organizację gminną w latach 1954–1972.
Gromadę Szymonowo z siedzibą GRN w Szymonowie utworzono – jako jedną z 8759 gromad na obszarze Polski – w powiecie morąskim w woj. olsztyńskim na mocy uchwały nr 17 WRN w Olsztynie z dnia 4 października 1954. W skład jednostki weszły obszary dotychczasowych gromad Szymonowo i Leszczynka Mała ze zniesionej gminy Małdyty w tymże powiecie. Dla gromady ustalono 10 członków gromadzkiej rady narodowej.
1 stycznia 1960 do gromady Szymonowo włączono obszar zniesionej gromady Liksajny oraz PGR-y Kęty i Smolno ze zniesionej gromady Janiki Wielkie w tymże powiecie.
24 czerwca 1970 gromadę Szymonowo zniesiono przez przeniesienie siedziby GRN z Szymonowa do Wodzian i zmianę nazwy jednostki na gromada Wodziany.